# Polycarpaea eriantha
Polycarpaea eriantha là loài thực vật có hoa thuộc họ Cẩm chướng. Loài này được Hochst. ex A.Rich. miêu tả khoa học đầu tiên năm 1848.